# Liste der Straßen in Oberhausen-Innenstadt
Die Liste der Straßen in Oberhausen-Innenstadt beschreibt das Straßensystem in der Oberhausener Innenstadt mit den entsprechenden historischen Bezügen.

## Überblick
Die Innenstadt ist zwischen zwei Postleitzahlbezirken aufgeteilt: Der Süden bildet mit Styrum und dem Westen von Dümpten den Bezirk 46045, während der Norden mit dem Marienviertel, der Neuen Mitte und Oberhausen-Ost zum Bezirk 46047 zählt.
Der Stadtteil wird – im Norden beginnend – im Uhrzeigersinn folgendermaßen begrenzt: Friedrich-List-Straße, Schwartzstraße und Danziger Straße zum Marienviertel, Mülheimer Straße (Bundesstraße 223) zu Dümpten, Grenzstraße zu Styrum sowie der weitere Verlauf der Grenzstraße und die Bahnstrecke Duisburg–Dortmund zu Alstaden an der Ruhr.
In der Innenstadt gibt es 46 benannte Verkehrsflächen, darunter sechs Plätze. Davon befinden sich sieben Straßen nur teilweise im Stadtteil:
Fünf Straßen liegen teilweise auf Styrumer Gebiet (Grenzstraße, Lothringer Straße, Mülheimer Straße, Nohlstraße, Stöckmannstraße), drei Straßen führen ebenfalls durch das Marienviertel (Danziger Straße, Düppelstraße, Mülheimer Straße).
Durch die Innenstadt verlaufen auf der Mülheimer Straße die Bundesstraße 223, auf der Post- und Christian-Steger-Straße die Landesstraße 215 sowie auf der Grenzstraße die Oberhausener Kreisstraße K 14.

## Übersicht der Straßen und Plätze
Die nachfolgende Tabelle gibt eine Übersicht über die vorhandenen Straßen, Wege und Plätze im Stadtteil sowie einige dazugehörige Informationen.
- Name: aktuelle Bezeichnung der Straße oder des Platzes.
- Länge/Maße in Metern:
- Die in der Übersicht enthaltenen Längenangaben sind gerundete Übersichtswerte, die in Google Earth mit dem dortigen Maßstab ermittelt wurden. Sie dienen Vergleichszwecken und werden, sofern amtliche Werte bekannt sind, ausgetauscht und gesondert gekennzeichnet.
Bei Plätzen sind die Maße in der Form a × b angegeben.
- Der Zusatz im Stadtteil gibt an, dass die Länge die des Straßenabschnitts innerhalb der Innenstadt ist, sofern die Straße in benachbarte Stadtteile weitergeführt wird.
- Der Zusatz ohne Stichstraßen gibt bei verzweigten Straßen die Länge der „Hauptstraße“ an.
- Der Zusatz (alle Straßenabschnitte zusammen) gibt an, dass die Straße so verwinkelt ist, dass keine „Hauptstraße“ besteht. Stattdessen wird die Länge aller Straßenabschnitte zusammengezählt.
- Herleitung: Ursprung oder Bezug des Namens
- Anmerkungen: zusätzliche Informationen
- Bild: Foto der Straße oder eines anliegenden Objekts

| Name                           | Länge/Maße (in Metern) | Herleitung | Datum der Benennung | Bemerkungen | Bild                                                                   |
| ------------------------------ | ---------------------- | --- | ------------------- | --- | ---------------------------------------------------------------------- |
| Alsenstraße                    | 500                    | Schlacht von Alsen |                     | Die Alsenstraße führt von der Grenzstraße nordwärts zur Helmholtzstraße. |                                                                        |
| Altmarkt                       | 80 × 60                | Ort des Oberhausener Wochenmarktes                                                                                                 |                     | Seit der Gemeindegründung 1862 findet der Oberhausener Wochenmarkt regelmäßig auf diesem Platz statt, der 1859 durch den Bauern Wilhelm Stöckmann der Gemeinde Styrum geschenkt worden ist. In den folgenden Jahren entwickelte sich der Platz zum Zentrum der Stadt Oberhausen, 1876 wurde hier die Siegessäule und 1911 die Pfarrkirche Herz Jesu erbaut. Der Platz vor dieser Kirche heißt seit 2012 Pacelliplatz. Noch heute ist der Altmarkt Zentrum des Stadtbezirks Alt-Oberhausen. | Altmarkt                                                               |
| Blücherplatz                   | 95 × 50                | Gebhard Leberecht von Blücher, 1742–1819, Feldmarschall in den Befreiungskriegen                                                   |                     | Der Blücherplatz liegt im Südosten der Innenstadt zwischen Blücher-, Düppel-, Gewerkschafts- und Hermann-Albertz-Straße. |                                                                        |
| Blücherstraße                  | 550                    | Gebhard Leberecht von Blücher, 1742–1819, Feldmarschall in den Befreiungskriegen                                                   |                     | Die Blücherstraße führt von der Saarstraße ostwärts am Blücherplatz vorbei zur Mülheimer Straße. |                                                                        |
| Blumenthalstraße               | 450                    | Leonhard von Blumenthal, 1810–1900, Feldmarschall in den Einigungskriegen                                                          |                     | Die Blumenthalstraße führt von der Grenzstraße nordwärts zur Hermann-Albertz-Straße und von dort aus parallel zur Bahnstrecke bis zur Linsingenstraße. Zwischen Linsingen- und Hermann-Albertz-Straße hieß sie bis 1912 Flaßhofstraße. |                                                                        |
| Christian-Steger-Straße        | 450                    | Christian Steger, 1872–1940, Bergmann und Landtagsabgeordneter der Zentrumspartei                                                  | 1947                | Die Christian-Steger-Straße führt vom Friedensplatz als Fortführung der Poststraße ostwärts bis zur Danziger Straße. An ihr befinden sich das städtische Elsa-Brändström-Gymnasium sowie die Christuskirche. Daher hieß sie ursprünglich Kirchstraße, später bis 1947 Lüderitzstraße. | Elsa-Brändström-Gymnasium an der Christian-Steger-Straße               |
| Christoph-Schlingensief-Straße | 130                    | Christoph Schlingensief, 1960–2010, Film- und Theaterregisseur                                                                     | 2012                | Die Christoph-Schlingensief-Straße liegt zwischen Helmholtz- und Marktstraße, direkt an der Pfarrkirche Herz Jesu. Sie ist nach Christoph Schlingensief benannt, der in der Nähe geboren worden und aufgewachsen ist. Bis 2012 hieß sie Pacellistraße, davor bis 1959 Rudolf-Herzog-Straße und davor bis 1935 Mittelstraße. |                                                                        |
| Danziger Straße                | 600 im Stadtteil       | Danzig, ehemals deutsche Stadt in Polen                                                                                            | 1934                | Die Danziger Straße bildet vom Oberhausener Hauptbahnhof bis zur Mülheimer Straße die nordöstliche Grenze der Innenstadt zum Marienviertel, danach führt sie durch Dümpten nach Mülheim. Bis 1934 hieß sie Zechenstraße. Sie ist eine der wenigen Straßen, die nicht ins Schachbrettmuster der Oberhausener Innenstadt passen. | Adolf-Feld-Schule an der Danziger Straße                               |
| Düppelstraße                   | 800 im Stadtteil       | Erstürmung der Düppeler Schanzen                                                                                                   |                     | Die Düppelstraße beginnt im Marienviertel und führt südwärts über die Danziger Straße am Blücherplatz vorbei zur Grenzstraße. |                                                                        |
| Eduard-Berg-Platz              | 50 × 20                | Eduard Berg, Besitzer eines Textilgeschäfts und Holocaustopfer                                                                     |                     | Der Eduard-Berg-Platz liegt an der Kreuzung Markt-/Goebenstraße. An dieser Stelle befand sich früher das Textilgeschäft der jüdischen Familie Berg, die von den Nationalsozialisten im KZ Riga ermordet wurde. |                                                                        |
| Elsässer Straße                | 260                    | Elsass, ehemals deutsche Region in Frankreich                                                                                      |                     | Die Elsässer Straße verbindet den Friedensplatz mit der Marktstraße und ist Teil der Fußgänger- und Einkaufszone in der Innenstadt. Sie ist in Zusammenhang mit der südlicheren Lothringer Straße benannt worden. |                                                                        |
| Flaßhofstraße                  | 230                    | Christian Flaßhof, Mitbegründer der Zeche Concordia                                                                                | 1921                | Christian Flaßhof, brachte 1845 mit seinem Schwager Jobst Waldthausen und Wilhelm Lueg auf der Lipper Heide Bohrungen nieder und stieß dabei auf Kohle. Dies führte zur Gründung der Zeche Concordia. Die Flaßhofstraße ist der Oberhausener Rotlichtbezirk. 1914 begann auf der damaligen Eintrachtstraße die Prostitution. Daraufhin wurde der obere Teil der Eintrachtstraße in Flaßhofstraße umbenannt. Nachdem auf Verfügung des Regierungspräsidenten der Bordellbetrieb 1921 aufgehoben wurde, bestanden die Anwohner der Eintrachtstraße auf Namensänderung, um vor Belästigungen geschützt zu sein und wurden daher der Flaßhofstraße zugeordnet. Als in den Dreißigern der Bordellbetrieb wiederum begann, wurde der Abschnitt nördlich der Hermann-Albertz-Straße 1938 in Linsingenstraße umbenannt. | Rotlichtviertel Flaßhofstraße                                          |
| Friedensplatz                  | 140 × 50               | Versinnbildlichung der enormen Bedeutung des Friedens                                                                              | 1945                | Der Friedensplatz ist ein großer, parkartig angelegter Platz zwischen Amtsgericht (errichtet 1907), Polizeipräsidium (errichtet 1927) und dem Europahaus (errichtet 1955). Ab 1904 hieß er Kaiserplatz, später bis 1933 Industrieplatz. Danach trug er bis 1945 den Namen Adolf-Hitler-Platz. | Friedensplatz mit Amtsgericht                                          |
| Friedenstraße                  | 550                    | Versinnbildlichung der enormen Bedeutung des Friedens                                                                              |                     | Die Friedenstraße führt von der Grenzstraße als Fortführung der Styrumer Bogenstraße nordwärts bis zur Helmholtzstraße. In der Friedenstraße befand sich seit 1899 bis zur Reichspogromnacht die Oberhausener Synagoge. |                                                                        |
| Friedrich-Karl-Straße          | 900                    | Friedrich Karl von Preußen, 1828–1885, Generalfeldmarschall in den Einigungskriegen                                                |                     | Die Friedrich-Karl-Straße führt von der Grenzstraße nordwärts und ab der Kreuzung Torgasse in einem Bogen nach Osten bis zur Concordiastraße nahe dem Hauptbahnhof, hinter der sie als Poststraße fortgeführt wird. Das, in seiner Ästhetik durchaus umstrittene, Gebäude Friedrich-Karl-Straße 4 ist ein Hochhaus der späten 50er, das von der gleichnamigen Initiative als „Big Beautiful Building“ ausgezeichnet wurde. 2019 installierte das Künstlerkollektiv „Kitev“ auf dem Gebäude den weithin sichtbaren Schriftzug „Glückauf! − Vielfalt ist unsere Heimat“. |                                                                        |
| Geibelstraße                   | 70                     | Emanuel Geibel, 1815–1884, Dichter                                                                                                 | 1945                | Die Geibelstraße ist eine kurze Verbindung zwischen Havenstein- und Otto-Dibelius-Straße, direkt am Elsa-Brändström-Gymnasium. Bis 1945 hieß sie Dietrich-Grabbe-Straße, davor bis 1933 Querstraße. |                                                                        |
| Gerichtstraße                  | 160                    | Amtsgericht Oberhausen |                     | Die Gerichtstraße liegt direkt am Amtsgericht Oberhausen und führt vom Friedensplatz zur Kreuzung Tannenberg-/Schwartzstraße. Sie gehört zu den wenigen Straßen, die sich nicht ins Schachbrettmuster der Stadt Oberhausen einfügen. | Amtsgericht Oberhausen                                                 |
| Gewerkschaftsstraße            | 750                    | Gewerkschaft | 1946                | Die Gewerkschaftsstraße führt von der Grenzstraße nordwärts am Blücherplatz vorbei bis zur Christian-Steger-Straße. Früher hieß sie Moselstraße, später Bellemestraße. Von 1934 bis 1946 trug sie den Namen Mackensenstraße. |                                                                        |
| Goebenstraße                   | 850                    | August von Goeben, 1816–1880, General in den Einigungskriegen                                                                      |                     | Die Goebenstraße führt von der Paul-Reusch-Straße am Saporoschjeplatz, Eduard-Berg-Platz, der Anne-Frank-Realschule und der Willy-Jürissen-Halle vorbei bis zur Grenzstraße. Sie wurde bis 1892 im Volksmund Hosenbandelstraße genannt. |                                                                        |
| Grenzstraße                    | 1600                   | alter Grenzverlauf | 1947                | Die Grenzstraße bildete bis 1910 die Nordgrenze der Gemeinde Styrum. Sie führt von der Mülheimer Straße westwärts bis nach Alstaden, wo sie als Alstadener Straße fortgeführt wird. Zwischen der Bahnstrecke Duisburg–Dortmund und der Bogenstraße bildet sie die Grenze zwischen der Innenstadt und Alstaden, in ihrem restlichen Verlauf die Grenze zwischen der Innenstadt und Styrum. Zwischen 1936 und 1947 trug die Straße den Namen Erich-König-Straße. | Kapelle am kath. Altenheim Vincenzhaus zwischen Grenz- und Wörthstraße |
| Gutenbergstraße                | 350                    | Johannes Gutenberg, 1397–1468, Erfinder des Buchdrucks                                                                             | 1896                | Weil die Straße früher am Altmarkt an der Druckerei Sparmann vorbeiführte, ist sie vermutlich so benannt worden. Die Gutenbergstraße führt vom Altmarkt bis zum Südmarkt, hinter dem sie als Scharnhorststraße weitergeführt wird. Bis 1896 hieß sie Martinstraße. |                                                                        |
| Havensteinstraße               | 350                    | Berthold Otto Havenstein, 1867–1945, von 1906 bis 1930 Oberbürgermeister von Oberhausen                                            | 1946                | Otto Havenstein organisierte die Eingemeindung von Sterkrade und Osterfeld in die Stadt Oberhausen und war von 1929 bis 1930 der erste Oberbürgermeister der vereinigten Stadt Groß-Oberhausen. Daher wurde 1946 die Havensteinstraße nach ihm benannt, die von der Christian-Steger-Straße südwärts am Elsa-Brändström-Gymnasium vorbei bis zur Marktstraße führt und hinter dieser als Wörthstraße fortgeführt wird. Ursprünglich hieß die 1906 angelegte Straße Kronprinzenstraße, dann ab 1937 Josef-Goebbels-Straße. Zwischen 1945 und 1946 wurde sie Krummer Weg genannt, bevor sie ihren heutigen Namen erhielt. |                                                                        |
| Helmholtzstraße                | 1100                   | Hermann von Helmholtz, 1821–1894, Arzt, Physiker und Erfinder                                                                      | 1945                | Die Helmholtzstraße führt parallel zur Marktstraße von der Friedenstraße ostwärts zur Mülheimer Straße. Bis 1937 hieß sie Königstraße, dann bis 1941 Rudolf-Heß-Straße, dann bis 1945 Fritz-Todt-Straße. |                                                                        |
| Hermann-Albertz-Straße         | 1400                   | Hermann Albertz, 1877–1945, SPD-Ratsherr in Oberhausen und Widerstandskämpfer                                                      | 1947                | Hermann Albertz war von 1930 bis 1933 Mitglied des preußischen Landtags und wurde 1933 in Schutzhaft genommen. 1937 und 1944 wurde er erneut festgenommen und schließlich ins KZ Sachsenhausen deportiert. Seit dem 21. April 1945 ist er im KZ Bergen-Belsen verschollen. Seine Tochter Luise Albertz war von 1946 bis 1948 und erneut von 1956 bis 1979 Oberbürgermeisterin von Oberhausen. Die Hermann-Albertz-Straße führt parallel zur Marktstraße von der Blumenthalstraße als Fortführung der Roonstraße in Alstaden ostwärts bis zur Mülheimer Straße. Bis 1947 trug sie den Namen Moltkestraße. |                                                                        |
| Humboldtstraße                 | 280                    | Wilhelm von Humboldt, 1767–1835, Schriftsteller und Staatsmann                                                                     |                     | Die Humboldtstraße führt von der Hermann-Albertz-Straße südwärts bis zur Grenzstraße. |                                                                        |
| Johannes-Kampert-Straße        | 65                     | Johannes Kampert, 1889–1975, von 1925 bis 1965 Pfarrer an Herz Jesu und Feind des Nationalsozialismus                              | nach 1975           | Pfarrer Kampert wies schon vor 1933 auf die Gefahren des Nationalsozialismus hin und half während der Diktatur vielen Verfolgten. 1945 wurde er zum Dechanten von Alt-Oberhausen ernannt, 1958 zum ersten Stadtdechanten von Oberhausen. Später war er außerdem Ehrendomherr. Die Johannes-Kampert-Straße liegt am Südmarkt als Verbindung zwischen Scharnhorst- und Stöckmannstraße. Ursprünglich hieß sie Gneisenaustraße. |                                                                        |
| Langemarkstraße                | 250                    | Schlacht bei Langemark | 1935                | Die Langemarktstraße führt von der Helmholtzstraße nordwärts am Bert-Brecht-Haus und am Friedensplatz vorbei bis zur Paul-Reusch-Straße. Sie ist eine der wenigen Straßen, die nicht ins Schachbrettmuster der Innenstadt passen und ist eine beliebte Geschäftsstraße. Bis 1935 hieß sie Breitestraße. |                                                                        |
| Linsingenstraße                | 220                    | Linsingen, Adelsgeschlecht | 1938                | Früher hieß die Straße Streitstraße, wurde dann aber auf Anwohnerbeschwerden hin in Eintrachtstraße umbenannt. 1914 begann allerdings auf dem unteren Teil die Prostitution, weswegen der obere Teil in Flaßhofstraße umbenannt wurde. Auf Verfügung des Regierungspräsidenten wurde das Bordellgeschäft 1922 aufgehoben und auch der untere Teil der Flaßhofstraße zugeordnet. Als der Bordellbetrieb aber wiederum auflebte, wurde der obere Teil 1938 in Linsingenstraße umbenannt. Die Linsingenstraße bildet bis heute die Verlängerung der Flaßhofstraße zwischen Hermann-Albertz- und Marktstraße. |                                                                        |
| Lothringer Straße              | 500 im Stadtteil       | Lothringen, ehemals deutsche Region in Frankreich                                                                                  |                     | Die Lothringer Straße führt von der Marktstraße südwärts nach Styrum hinein. Das Stück zwischen Markt- und Hermann-Albertz-Straße gehört mit zur innerstädtischen Fußgänger- und Einkaufszone, hier befindet sich ebenfalls die Brüder-Grimm-Schule. Im weiteren Verlauf führt sie auch am Hallenbad Oberhausen vorbei. Die Lothringer Straße ist in Zusammenhang mit der benachbarten Elsässer Straße benannt worden. |                                                                        |
| Marktstraße                    | 1200                   | Hauptgeschäftsstraße Alt-Oberhausens                                                                                               |                     | Die Marktstraße ist bis heute die Hauptgeschäftsstraße des Stadtbezirks, sie hat aber durch die Neue Mitte Oberhausen an Attraktivität eingebüßt. Die Straße führt als Fortführung der Alleestraße von der Linsingenstraße bis zur Mülheimer Straße. |                                                                        |
| Mülheimer Straße               | 600 im Stadtteil       | Mülheim an der Ruhr | 1892                | Die Mülheimer Straße führt von der Oberhausener Neuen Mitte durch das Marienviertel, die Innenstadt, Schlad, Styrum und Dümpten in die Nachbarstadt Mülheim, wo sie als Oberhausener Straße weitergeführt wird. Sie ist Teil der Bundesstraße 223. Zwischen Danziger und Grenzstraße bildet sie die Grenze zwischen der Innenstadt und Dümpten. Bis 1892 trug sie den Namen Düsseldorf-Münstersche Provinzialstraße. |                                                                        |
| Nohlstraße                     | 900 im Stadtteil       | Max Nohl, 1830–1863, Architekt und Erbauer der Christuskirche                                                                      |                     | Max Nohl (1803–1863) erbaute die Christuskirche, die am nördlichen Ende der Straße liegt. Die Nohlstraße führt von der Christuskirche an der Danziger Straße südwärts bis nach Styrum und von dort aus bis zur Grenze nach Mülheim, hinter der sie als Blumenthalstraße fortgeführt wird. | Christuskirche an der Nohlstraße                                       |
| Otto-Dibelius-Straße           | 280                    | Otto Dibelius, 1880–1967, Kritiker des Nationalsozialismus und Aktivist der Bekennenden Kirche                                     | 1945                | Die Otto-Dibelius-Straße führt vom Hans-Böckler-Berufskolleg nahe der Kreuzung Gericht-/Schwartz-/Tannenberg-/Danziger Straße südwärts am Elsa-Brändström-Gymnasium vorbei bis zur Helmholtzstraße. Bis 1934 hieß sie Mauerstraße, danach bis 1945 Admiral-Scheer-Straße. Das Gebäude Otto-Dibelius-Straße 9, das Hochhaus des Hans-Böckler-Berufskollegs (errichtete 1956 bis 1961) wurde im Rahmen der gleichnamigen Initiative als „Big Beautiful Building“ ausgezeichnet. Auf ihm wurde der weithin sichtbare Leuchtschriftzug „Oberhausen – Wiege der Ruhrindustrie“ installiert. |                                                                        |
| Pacelliplatz                   | 50                     | Eugenio Pacelli, 1876–1958, von 1939 bis 1958 als Pius XII. Papst der römisch-katholischen Kirche                                  | 2012                | Der Pacelliplatz bildet den nördlichen Teil des Altmarkts vor der Pfarrkirche Herz Jesu, der 2012 auf Anregung des Pfarrers an Herz Jesu, Peter Fabritz, nach Papst Pius XII. benannt worden ist, nachdem die ehemalige Pacellistraße in Christoph-Schlingensief-Straße umbenannt worden ist. | Pacelliplatz mit Pfarrkirche Herz Jesu                                 |
| Paul-Reusch-Straße             | 650                    | Paul Reusch, 1869–1956, Unternehmer und Feind des Nationalsozialismus                                                              | 1945                | Die Paul-Reusch-Straße führt von der Hermann-Albertz-Straße nordwärts am Saporoschjeplatz vorbei bis zur Poststraße. Bis 1933 hieß sie Industriestraße, danach bis 1945 Hermann-Göring-Straße. |                                                                        |
| Poststraße                     | 350                    | Oberhausener Hauptpost | 1945                | Die Poststraße liegt direkt an der Hauptpost, sie führt von der Concordiastraße als Verlängerung der Friedrich-Karl-Straße bis zum Willy-Brandt-Platz, macht dort einen Bogen und führt südostwärts bis zum Friedensplatz, hinter dem sie als Christian-Steger-Straße fortgeführt wird. Sie ist eine der wenigen Straßen, die nicht ins Schachbrettmuster der Innenstadt passen. Zwischen 1934 und 1945 hieß sie von-Papen-Straße. |                                                                        |
| Saarstraße                     | 800                    | Saar, Fluss | 1933                | Die Saarstraße führt von der Grenzstraße nordwärts bis zur Christian-Steger-Straße. Sie hieß bis 1933 Schulstraße. |                                                                        |
| Saporoschjeplatz               | 230 × 35               | Saporischschja, Partnerstadt von Oberhausen                                                                                        |                     | Der Saporoschjeplatz liegt zwischen Helmholtz-, Goeben- und Paul-Reusch-Straße direkt am Bert-Brecht-Haus. Der auch „der Sapo“ genannte Platz ist Standort einiger traditioneller wie kultureller Veranstaltungen, insbesondere des Oberhausener Feierabendmarktes. | Saporoschjeplatz                                                       |
| Scharnhorststraße              | 120                    | Gerhard von Scharnhorst, 1755–1813, General                                                                                        |                     | Die Scharnhorststraße ist die Verlängerung der Gutenbergstraße hinter dem Südmarkt. Sie führt südwärts bis zur Grenzstraße. |                                                                        |
| Stöckmannstraße                | 850 im Stadtteil       | Wilhelm Stöckmann, 1801–1877, Styrumer Bauer, der der Gemeinde 1859 ein Stück Land schenkte, auf dem diese den Altmarkt errichtete |                     | Die Stöckmannstraße führt aus Styrum nordwärts, durch die Innenstadt, am Südmarkt und Altmarkt vorbei bis zur Friedrich-Karl-Straße. Ursprünglich hieß sie Kurze Straße. |                                                                        |
| Strohgasse                     | 55                     | Fouragehandlung, in der man Stroh kaufen konnte                                                                                    |                     | In der Strohgasse gab es früher die Fouragehandlung des Theodor August Kessel, in der man Stroh kaufen konnte. Die kleine Straße verbindet die Styrumer Straße mit der Friedrich-Karl-Straße. |                                                                        |
| Styrumer Straße                | 650                    | Styrum |                     | Die Styrumer Straße führt nach Styrum und ist in der alten Styrumer Heide angelegt, was wohl der Anlass zur Straßenbenennung war. Sie beginnt an der Grenzstraße und führt nordwärts bis zur Torgasse. |                                                                        |
| Torgasse                       | 55                     | großes Tor des Kaufmanns Matthias Stamm                                                                                            |                     | Die Torgasse verbindet die Styrumer Straße im Nordwesten der Innenstadt mit der Friedrich-Karl-Straße. Sie ist nach einem großen Tor benannt, das sich hier befand und mit dem der Kaufmann Matthias Stamm seine Einfahrt verriegelte. |                                                                        |
| Wilhelm-Weyer-Weg              | 140                    | Wilhelm Weyer, 1875–1949, erster Polizeipräsident von Oberhausen                                                                   |                     | Der Wilhelm-Weyer-Weg ist eine kurze Straße zwischen Friedensplatz und Havensteinstraße, direkt am Oberhausener Polizeipräsidium. |                                                                        |
| Willy-Brandt-Platz             | 120 × 50               | Willy Brandt, 1913–1992, Bundeskanzler und Friedensnobelpreisträger                                                                | 1993                | Der Willy-Brandt-Platz ist des Vorplatz des Hauptbahnhofs und als solcher zentraler Verkehrsknotenpunkt in Oberhausen. Es befindet sich hier neben der ÖPNV-Haltestelle Oberhausen Hauptbahnhof auch eine Geschäftszeile. Ursprünglich gab es hier nur die Bahnhofstraße, bis 1934 der platzartige Ausbau erfolgte und der entstandene Platz den Namen Franz-Seldte-Platz erhielt. 1945 wurde der Platz in Am Hauptbahnhof umbenannt, 1961 in Berliner Platz und 1993 schließlich in Willy-Brandt-Platz. | Willy-Brandt-Platz mit Hauptbahnhof                                    |
| Wörthstraße                    | 500                    | Schlacht bei Wörth |                     | Die Wörthstraße führt von der Grenzstraße nordwärts bis zur Marktstraße, hinter der sie als Havensteinstraße fortgeführt wird. Hier steht die Zentrale der Stadtsparkasse Oberhausen. |                                                                        |

## Liste nicht mehr vorhandener Straßen in der Innenstadt
In der Übersicht erwähnte vormalige Straßennamen oder gelöschte Straßen werden hier ausführlich erläutert.
| Name                                    | von             | bis              | umbenannt in (aktuell)                                     | Herleitung | Bemerkungen |
| --------------------------------------- | --------------- | ---------------- | ---------------------------------------------------------- | --- | --- |
| Admiral-Scheer-Straße                   | 1937            | 1945             | → Otto-Dibelius-Straße                                     | Reinhard Scheer, 1863–1928, Admiral und Kommandant in der Skagerrakschlacht | Vor 1937 hieß die Straße Mauerstraße. |
| Adolf-Hitler-Platz                      | 1933            | 1945             | → Friedensplatz                                            | Adolf Hitler, 1889–1945, Diktator des Deutschen Reiches | Vor 1933 hieß der Platz Industrieplatz, ursprünglich Kaiserplatz. |
| Am Hauptbahnhof                         | 1945            | 28. August 1961  | → Willy-Brandt-Platz                                       | Der Platz liegt am Oberhausener Hauptbahnhof. | Ursprünglich lag hier die Bahnhofstraße, dann der Franz-Seldte-Platz. Nach 1961 trug der Platz zunächst bis 1993 den Namen Berliner Platz. |
| Bahnhofstraße                           |                 | 1934             | → Willy-Brandt-Platz                                       | Die Straße liegt am Oberhausener Hauptbahnhof. | 1934 erfolgte der platzartige Ausbau und der Platz erhielt den Namen Franz-Seldte-Platz. Ab 1945 hieß er dann Am Hauptbahnhof, ab 1961 Berliner Platz und seit 1993 Willy-Brandt-Platz. |
| Bahnstraße                              |                 | 1928             | eingezogen                                                 | Die Straße lag zwischen Moltkestraße (heute Hermann-Albertz-Straße) und Verbindungsstraße (heute Concordiastraße), direkt an der Köln-Mindener Eisenbahn. | |
| Bellemestraße                           |                 | 1934             | → Gewerkschaftsstraße                                      | Bellême, Ort nahe der Schlacht bei Beaumont, in der Leutnant Emil Schwartz, der älteste Sohn des ersten Bürgermeisters von Oberhausen fiel | Die Straße hieß ursprünglich Moselstraße. Nach 1934 hieß sie zunächst Mackensenstraße. |
| Berliner Platz                          | 28. August 1961 | 1993             | → Willy-Brandt-Platz                                       | Aus Solidarität mit den Bewohnern von Berlin wurde der Platz fünfzehn Tage nach dem Baubeginn der Berliner Mauer in Berliner Platz umbenannt. | Vor 1961 hieß der Platz Am Hauptbahnhof, davor bis 1945 Franz-Seldte-Platz und davor bis 1934 Bahnhofstraße. |
| Bleichgasse                             |                 | 1932             | eingezogen                                                 | | Die Bleichgasse war eine Verbindung zwischen Friedrich-Karl- und Styrumer Straße, etwa 50 Meter südlich und parallel zur Marktstraße. |
| Breitestraße                            |                 | 1935             | → Langemarkstraße                                          | Es handelte sich früher um eine breite Straße. | |
| Dietrich-Grabbe-Straße                  | 1933            | 1945             | → Geibelstraße                                             | Dietrich Grabbe, 1801–1836, Dramatiker | Einige Straßen wurden in den 30er Jahren nach Grabbe benannt, weil er in der Zeit des Nationalsozialismus als Nationaldichter verehrt wurde. Vor 1933 hieß die Straße Querstraße. |
| Düsseldorf-Münstersche Provinzialstraße |                 | 1892             | → Mülheimer Straße                                         | Die Straße verband früher als Provinzialstraße Düsseldorf mit Münster. | |
| Eintrachtstraße                         |                 | 1922             | aufgeteilt zwischen → Flaßhofstraße und → Linsingenstraße  | | Bereits 1914 wurde die heutige Linsingenstraße in Flaßhofstraße umbenannt, die heutige Flaßhofstraße folgte 1922. |
| Eisenstraße                             |                 |                  | eingezogen                                                 | Die Straße lag auf dem Gelände der Styrumer Eisenindustrie. | |
| Ellenbogenstraße                        |                 | 1955             | eingezogen                                                 | Die Straße hatte die Form eines Ellenbogens. | Die Ellenbogenstraße führte von der Friedrich-Karl-Straße zur Helmholtzstraße. |
| Erich-König-Straße                      | 1936            | 1947             | → Grenzstraße                                              | Erich König, im Ersten Weltkrieg gefallener Oberhausener Kampfflieger | |
| Flaßhofstraße                           |                 | 1912             | → Blumenthalstraße                                         | Christian Flaßhof, Mitbegründer der Zeche Concordia | Bis 1912 trug die heutige Blumenthalstraße den Namen Flaßhofstraße, zwischen 1914 und 1921 trug die heutige Linsingenstraße den Namen (siehe Flaßhofstraße), zwischen 1921 und 1938 hießen Linsingen- und heutige Flaßhofstraße so und seit 1938 nur noch die heutige Flaßhofstraße. |
| Flaßhofstraße                           | 1914            | 1938             | aufgeteilt zwischen → Linsingenstraße und → Flaßhofstraße. | Christian Flaßhof, Mitbegründer der Zeche Concordia | Bis 1912 trug die heutige Blumenthalstraße den Namen Flaßhofstraße. 1914 wurde der nördliche Teil der Eintrachtstraße, die heutige Linsingenstraße, der Flaßhofstraße zugeordnet, weil sich im südlichen Teil der Straße Prostituierte niederließen. Als 1922 die Prostitution auf der Eintrachtstraße aufgehoben wurde, wurde sie ebenfalls der Flaßhofstraße zugeordnet. 1938 lebte die Prostitution wieder auf und der nördliche Teil wurde in Linsingenstraße umbenannt, während der südliche Teil bis heute den Namen Flaßhofstraße trägt. |
| Franz-Seldte-Platz                      | 1934            | 1945             | → Willy-Brandt-Platz                                       | Franz Seldte, 1882–1947, NSDAP-Reichsarbeitsminister | Vor 1934 befand sich hier die Bahnhofstraße. Nach 1945 folgte zunächst Am Hauptbahnhof und dann zwischen 1961 und 1993 der Berliner Platz. |
| Fritz-Todt-Straße                       | 1941            | 1945             | → Helmholtzstraße                                          | Fritz Todt, 1891–1942, NSDAP-Reichsminister für Bewaffnung und Munition | Vor 1941 hieß die Straße Rudolf-Heß-Straße, vor 1937 Königstraße. |
| Gerberstraße                            |                 |                  | eingezogen                                                 | Hier stand früher die von Wilhelm Stöckmann errichtete Gerberei. | Die Gerberstraße lag zwischen Stöckmann- und der ebenfalls eingezogenen Ellenbogenstraße. |
| Gneisenaustraße                         |                 |                  | → Johannes-Kampert-Straße                                  | August Neidhardt von Gneisenau, 1760–1831, Generalfeldmarschall | |
| Hermann-Göring-Straße                   | 1933            | 1945             | → Paul-Reusch-Straße                                       | Hermann Göring, 1893–1946, NSDAP-Politiker und Oberbefehlshaber der deutschen Luftwaffe | Vor 1933 hieß die Straße Industriestraße. |
| Hosenbandelstraße                       |                 | 1892             | → Goebenstraße                                             | Die Straße war früher sehr schmal ausgebaut. | |
| Industrieplatz                          |                 | 1933             | → Friedensplatz                                            | | Ursprünglich trug der Platz den Namen Kaiserplatz, nach 1933 hieß er zunächst Adolf-Hitler-Platz. |
| Industriestraße                         |                 | 1933             | → Paul-Reusch-Straße                                       | Hier lag früher die Styrumer Eisenindustrie. | Nach 1933 hieß die Straße zunächst Hermann-Göring-Straße. |
| Josef-Goebbels-Straße                   | 1937            | 1945             | → Havensteinstraße                                         | Joseph Goebbels, 1897–1945, Reichspropagandaminister in der Zeit des Nationalsozialismus | Vor 1937 hieß die Straße Kronprinzenstraße. Nach 1945 wurde sie zunächst aus Abscheu gegenüber Goebbels Krummer Weg genannt, bevor sie 1946 ihren heutigen Namen erhielt. |
| Kaiserplatz                             | 1904            |                  | → Friedensplatz                                            | Ehrung der Deutschen Kaiser | Später hieß der Platz Industrieplatz, ab 1933 Adolf-Hitler-Platz. |
| Kaiserplatzstraße                       |                 | 1931             | eingezogen                                                 | Die Straße lag am Kaiserplatz. | Heute steht hier das Hotel Ruhrland. |
| Kirchstraße                             |                 |                  | → Christian-Steger-Straße                                  | Die Straße liegt an der Christuskirche, der evangelischen Stadtkirche. | Später trug die Straße den Namen Lüderitzstraße. |
| Königstraße                             |                 | 1937             | → Helmholtzstraße                                          | | Nach 1937 trug die Straße zunächst den Namen Rudolf-Heß-Straße. |
| Kronprinzenstraße                       | 1906            | 1937             | → Havensteinstraße                                         | Kronprinz Wilhelm von Preußen, 1882–1951 | Die Straße hieß nach 1937 zunächst Josef-Goebbels-Straße, nach 1945 wurde sie Krummer Weg genannt, bevor sie 1946 ihren heutigen Namen erhielt. |
| Krummer Weg                             | 1945            | 1946             | → Havensteinstraße                                         | Die Straße hieß zuvor seit 1937 Josef-Goebbels-Straße. In der damaligen Begründung zur Umbenennung in Krummer Weg heißt es: „Über die Person von Josef Goebbels besteht nirgendwo mehr ein Zweifel. Ganz besonders das deutsche Volk hat es am eigenen Leib verspürt, daß er der allerübelste Propagandist und der größte Meister der Lüge und Verdrehung war. Mit der Bezeichnung Krummer Weg soll die Abscheu vor diesem Schurken und Verbrecher stets zum Ausdruck kommen.“ | Auf Beschwerde der Anwohner hin wurde der Krumme Weg 1946 in Havensteinstraße umbenannt. |
| Kurze Straße                            |                 |                  | → Stöckmannstraße                                          | Es handelte sich früher wohl um eine kurze Straße. | |
| Lüderitzstraße                          |                 | 1947             | → Christian-Steger-Straße                                  | Adolf Lüderitz, 1834–1886, Gründer von Deutsch-Südwestafrika | Die Straße hieß ursprünglich Kirchstraße. |
| Mackensenstraße                         | 1934            | 1946             | → Gewerkschaftsstraße                                      | August von Mackensen, 1849–1945, Generalfeldmarschall | Ursprünglich hieß die Straße Moselstraße, später dann bis 1934 Bellemestraße. |
| Martinstraße                            |                 | 1896             | → Gutenbergstraße                                          | | |
| Mauerstraße                             |                 | 1934             | → Otto-Dibelius-Straße                                     | Über die gesamte Länge der Straße zog sich eine Mauer der Styrumer Eisenindustrie. | Nach 1934 hieß die Straße zunächst Admiral-Scheer-Straße. |
| Mittelstraße                            |                 | 1935             | → Christoph-Schlingensief-Straße                           | | Nach 1935 hieß die Straße zunächst Rudolf-Herzog-Straße, dann von 1959 bis 2012 zunächst Pacellistraße. |
| Moltkestraße                            |                 | 1947             | → Hermann-Albertz-Straße                                   | Helmuth Karl Bernhard von Moltke, 1800–1891, Generalfeldmarschall in den Einigungskriegen | |
| Moselstraße                             |                 |                  | → Gewerkschaftsstraße                                      | Mosel, Fluss | Die Straße hieß später zunächst Bellemestraße und ab 1934 dann Mackensenstraße. |
| Pacellistraße                           | 1959            | 2012             | → Christoph-Schlingensief-Straße                           | Eugenio Pacelli, 1876–1958, von 1939 bis 1958 als Pius XII. Papst der römisch-katholischen Kirche | Vor 1959 hieß die Straße Rudolf-Herzog-Straße und davor bis 1935 Mittelstraße. Sie wurde 2012 umbenannt, um Christoph Schlingensief zu ehren, der in der Nähe geboren wurde und Messdiener an der Pfarrkirche Herz Jesu, die an der Straße liegt, gewesen war. Zum Ausgleich wurde der Platz vor der Kirche in Pacelliplatz umgetauft. |
| Quergasse                               |                 | 1937             | eingezogen                                                 | | Die Quergasse verband früher die Friedrich-Karl- und die Styrumer Straße zwischen Helmholtz- und Marktstraße. |
| Querstraße                              |                 | 1933             | → Geibelstraße                                             | | Nach 1933 hieß die Straße zunächst Dietrich-Grabbe-Straße. |
| Rudolf-Herzog-Straße                    | 1935            | 1959             | → Christoph-Schlingensief-Straße                           | Rudolf Herzog, 1869–1943, deutscher Schriftsteller | Vor 1935 hieß die Straße Mittelstraße, nach 1959 zunächst Pacellistraße. |
| Rudolf-Heß-Straße                       | 1937            | 1941             | → Helmholtzstraße                                          | Rudolf Heß, 1894–1987, Stellvertreter von Adolf Hitler | Vor 1937 hieß die Straße zunächst Königstraße. Nachdem Heß in Kriegsgefangenschaft in England geraten war, wurde die Straße in Fritz-Todt-Straße umbenannt. |
| Schulstraße                             |                 | 1933             | → Saarstraße                                               | Die Straße wurde als Schulweg zur Adolf-Feld-Schule genutzt. | |
| Streitstraße                            |                 |                  | → Linsingenstraße                                          | In einem großen, hier befindlichen Haus, das „Polmanns Kaserne“ genannt wurde, gab es früher viel Familienstreit. | Die Straße wurde auf Anwohnerbeschwerden hin zunächst der südlicheren Eintrachtstraße zugeordnet. |
| Von-Papen-Straße                        | 1934            | 1945             | → Poststraße                                               | Franz von Papen, 1879–1969, Politiker | |
| Zechenstraße                            |                 | 1934             | → Danziger Straße                                          | Die Straße lag an der Zechenbahn der Zeche Roland. | |
| Zeppelinstraße                          |                 | 28. Oktober 1981 | eingezogen                                                 | Ferdinand von Zeppelin, 1838–1917, Erfinder des Starrluftschiffs | Die Straße stand zur Benennung an, als der Zeppelin sehr aktuell war. Sie bildete mit der Gneisenaustraße die südliche Begrenzung des Südmarkts. |